# Timoléptico
Se denomina timoléptico, comúnmente conocidos como antidepresivos, a cualquier fármaco que modifica favorablemente el estado de ánimo en trastornos afectivos graves, de la índole de depresión o manía. Los grupos principales de timolépticos incluyen antidepresivos tricíclicos, inhibidores de la monoaminooxidasa y compuestos de litio.